# 瓦西莉基·萨努
瓦西莉基·萨努-赫里斯托菲卢（希臘語：Βασιλική Θάνου-Χριστοφίλου，發音：[vasiliˈci ˈθanu xristoˈfilu]；1950年—），希臘法官，前希臘總理、現任最高法院院長。
| 前任： 阿列克西斯·齊普拉斯     | 希臘總理 2015年8月－2015年9月  | 繼任： 阿列克西斯·齊普拉斯 |
| 前任： Athanasios Koutroumanos | 希腊最高法院院長 · 2015年7月－ | 繼任： 現任                |